# Diego Bucci
Diego Alberto Bucci (Río Gallegos, Santa Cruz, Argentina; 7 de marzo de 1982) es un futbolista argentino que juega de mediocampista y en estos momentos se encuentra disputando la Liga Tandilense de Fútbol en Ferrocarril Sud de Tandil.
El jugador tiene récord de actuaciones en Santamarina de Tandil donde jugó 205 partidos incluidos encuentros amistosos y en tres categorías diferentes Torneo Argentino B, Torneo Argentino A y Primera B Nacional.

## Clubes
| Club                          | País      | Año             | PJ  | Goles |
| ----------------------------- | --------- | --------------- | --- | ----- |
| Ferrocarril Sud de Tandil     | Argentina | 2001 - 2004     | 0   | 0     |
| Santamarina de Tandil         | Argentina | 2004 - 2006     | 42  | 2     |
| Platense                      | Argentina | 2006 - 2007     | 11  | 0     |
| Guillermo Brown               | Argentina | 2007 - 2008     | 18  | 0     |
| Grupo Universitario (Tandil)  | Argentina | 2008 - 2009     | 28  | 5     |
| Santamarina de Tandil         | Argentina | 2009 - 2014     | 163 | 7     |
| San Martín de Tucumán         | Argentina | 2015 - 2017     | 71  | 6     |
| Club Atlético Central Córdoba | Argentina | 2017 - 2018     | 46  | 3     |
| Ferrocarril Sud de Tandil     | Argentina | 2018 - Presente | 1   | 0     |

## Palmarés
| Título             | Club                          | País      | Año     |
| ------------------ | ----------------------------- | --------- | ------- |
| Torneo Argentino B | Santamarina de Tandil         | Argentina | 2005/06 |
| Torneo Argentino A | Santamarina de Tandil         | Argentina | 2013/14 |
| Torneo Federal A   | San Martín (T)                | Argentina | 2016    |
| Torneo Federal A   | Club Atlético Central Córdoba | Argentina | 2018    |

### Distinciones individuales
| Distinción                                                  | Club                  | Año                      |
| ----------------------------------------------------------- | --------------------- | ------------------------ |
| Jugador con más Presencias en la Historia del Club con 205. | Santamarina de Tandil | 2004 - 2006, 2009 - 2014 |